# Lingua wichita
La lingua wichita era una lingua caddoan parlata negli Stati Uniti d'America nello stato dell'Oklahoma.

## Distribuzione geografica
Il wichita era parlato dalla tribù nativa omonima stanziata nel sudest degli Stati Uniti. La lingua deve essere considerata tecnicamente estinta dopo la morte dell'ultima locutrice di madrelingua, Doris Jean Lamar-McLemore, avvenuta il 30 agosto 2016.